# Derrygonnelly
Derrygonnelly är en ort i Storbritannien.   Den ligger i riksdelen Nordirland, i den västra delen av landet, 600 km nordväst om huvudstaden London. Derrygonnelly ligger 74 meter över havet och antalet invånare är 594.
Terrängen runt Derrygonnelly är platt åt nordost, men åt sydväst är den kuperad. Runt Derrygonnelly är det glesbefolkat, med 18 invånare per kvadratkilometer. Närmaste större samhälle är Enniskillen, 14,1 km sydost om Derrygonnelly. Trakten runt Derrygonnelly består i huvudsak av gräsmarker.